# Simca 5
O Simca 5 é um pequeno automóvel de passeio franco-italiano projetado por engenheiros da Fiat em Turim e produzido na França pela Simca de 1936 a 1948. Era virtualmente idêntico ao Fiat 500 Topolino no qual era baseado, mas foi apresentado pela primeira vez, na nova fábrica da empresa em Nanterre, três meses antes do equivalente da Fiat em 10 de março de 1936. A produção foi atrasada, no entanto, por uma onda de greves, que acompanhou a vitória eleitoral de junho de 1936 do governo da Frente Popular de Léon Blum. O fabricante se gabou na época de seu lançamento de estar à frente dos "planos do outro lado do Reno": esta era uma referência ao lançamento já comentado do Volkswagen Fusca, que apareceria apenas em 1938.
Os recursos avançados incluíam suspensão dianteira independente, uma caixa de câmbio de 4 velocidades, freios a tambor controlados hidraulicamente em todas as quatro rodas e um sistema elétrico de 12 volts. O Simca 5 também oferecia economia de combustível excepcional. Em um teste, ele conseguiu viajar 110 quilômetros com apenas 5 litros de combustível, o que equivale a 22 km/L.
O carro foi originalmente planejado para ser vendido no mercado doméstico por menos de 10.000 francos franceses, uma aspiração logo superada por um declínio no valor da moeda que ganhou força na segunda metade da década de 1930. Na época do 32º Salão do Automóvel de Paris, em outubro de 1938, o preço listado pelo fabricante, mesmo para o carro de carroceria "padrão" básico, era de 13.980 francos. Com um tamanho de motor que correspondia à faixa de imposto de carro 3CV, o Simca 5, junto com seu irmão Fiat (o Fiat Topolino), poderia ser apresentado como o "menor carro de produção em volume do mundo".
A produção do Simca 5 foi desacelerada (mas não cessou completamente) pela Segunda Guerra Mundial e pelo período de ocupação alemã no início da década de 1940, mas foi retomada em 1946. Vários foram requisitados pelo Exército Alemão para uso como carros de serviço. 46.472 carros foram produzidos quando o carro foi retirado da lista pela Simca em 1949. A essa altura, ele havia sido substituído nas linhas de produção da empresa pelo similar, mas parcialmente remodelado e um pouco mais potente Simca 6.